# Sikongo (Distrikt)
Sikongo ist einer von 16 Distrikten in der Westprovinz in Sambia. Er hat eine Fläche von 8090 km² und es leben 59.670 Menschen in ihm (2022). Er wurde 2012 vom Distrikt Kalabo  abgespaltet.

## Geografie
Sikongo befindet sich etwa 620 Kilometer westlich von Lusaka. Der Distrikt liegt auf einer relativ gleichmäßigen Höhe von über 1000 m. Die Nordostgrenze bildet der Fluss Luanginga.
Der Distrikt grenzt im Norden und Osten an den Distrikt Kalabo, im Süden an ein kleines Stück von Nalolo und an Shangombo und im Westen an die Provinz Moxico in Angola.